# Maria von Oignies
Maria von Oignies (* um 1177 in Nivelles; † 23. Juni 1213) war eine Mystikerin, eine der ersten Beginen und die Inspiratorin des Jakob von Vitry.
Maria wurde in eine wohlhabende Brabanter Familie hineingeboren und schon im Alter von vierzehn Jahren verehelicht. Sie überredete ihren Mann aber zur Enthaltsamkeit und einem ihrer Meinung nach gottgefälligen Leben. Das Ehepaar opferte den größten Teil seines Vermögens für Leprakranke und andere Bedürftige und wandelte sein Haus in Williambrouk in ein Leprahospital um. Später verließ Maria jedoch ihr Heim und bezog eine Eremitenzelle in der Nähe von Oignies, wo zu dieser Zeit Jakob von Vitry im Augustinerkloster lebte, den sie stark beeinflusste. Da sie selbst sich an das Verbot zu predigen, das für Frauen galt, zu halten hatte, bewog sie stattdessen Jakob dazu, in der Kirche nicht nur die Messe abzuhalten, sondern die Gemeinde auch durch Predigten an das Wort Gottes heranzuführen. Jakob schrieb nach Marias frühem Tod ihre Biographie; dieses Werk gehört zu den wenigen literarischen Zeugnissen über das Leben der Beginen, die überhaupt entstanden sind. Es führte außerdem zu einer zeitweiligen kirchlichen Duldung des Beginentums, die allerdings mit dem Konzil von Vienne im Jahr 1311 ein jähes Ende fand.
Ihr Gedenktag ist der 23. Juni.